# Jüdischer Friedhof (Thedinghausen)
Der Jüdische Friedhof Thedinghausen ist ein ehemaliger Jüdischer Friedhof, der von 1854 bis 1941 in Thedinghausen im niedersächsischen Landkreis Verden existierte.

## Beschreibung
Der jüdische Friedhof in Thedinghausen befand sich am damaligen Ortsrand, gemäß einer historischen Ortskarte von ca. 1935 (heute Adresse Blankenburger Straße 13).
Auf dem Friedhof befanden sich eine unbekannte Anzahl an Grabsteinen für Menschen jüdischen Glaubens aus Thedinghausen und Umgebung, die in den Jahren 1854 bis 1934 verstorben waren. 1942 wurde der Friedhof völlig zerstört und später überbaut.

## Geschichte

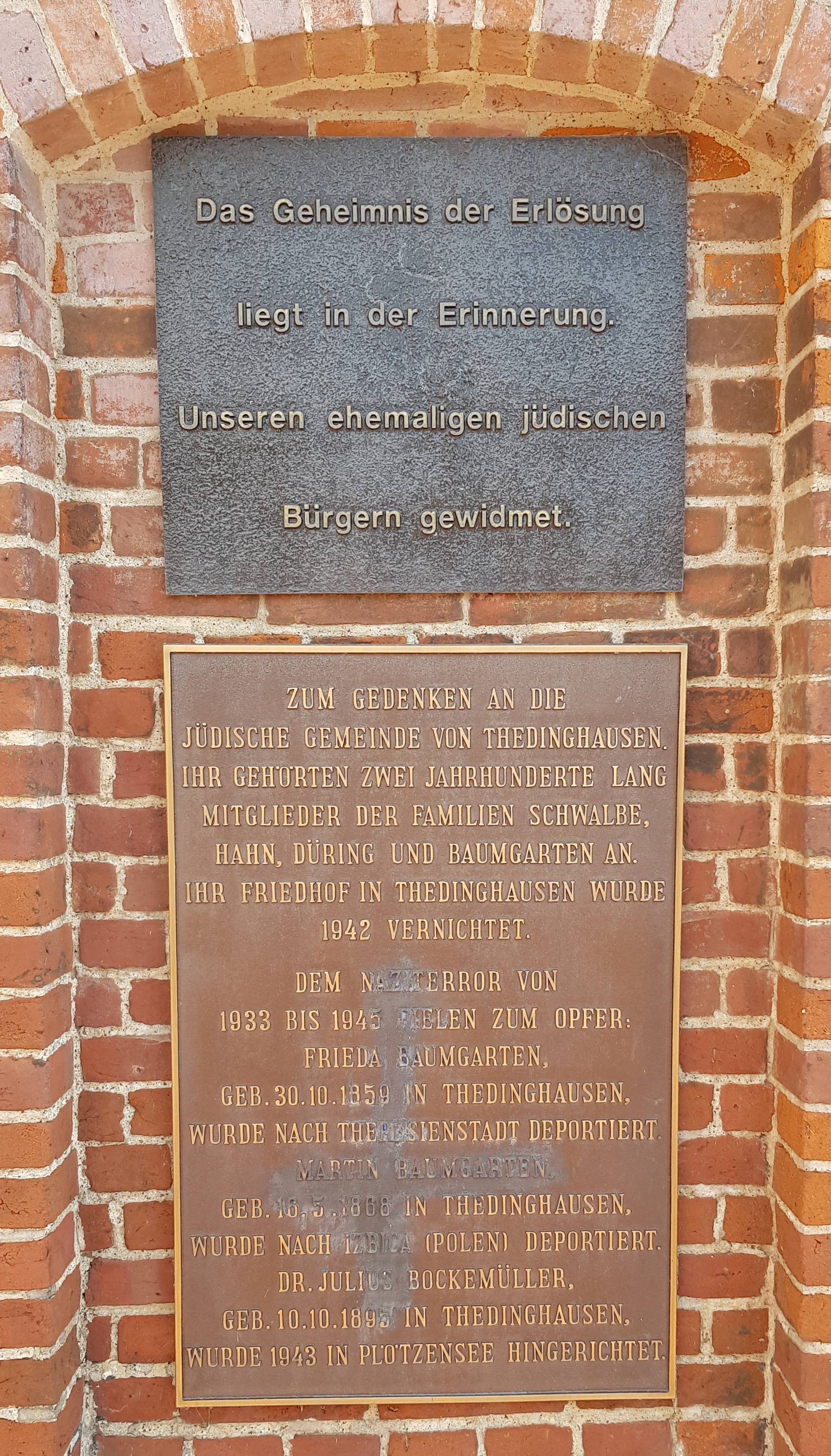
Gedenktafel am Taubenturm, auf dem Rathausplatz.

Vor der Anlegung eines eigenen Friedhofes (1854) wurden die Thedinghausener Juden auf dem Jüdischen Friedhof in Hoyerhagen bestattet. Der jüdische Friedhof in Thedinghausen wurde während der NS-Herrschaft durch einen ortsansässigen Kaufmann erworben und das Grundstück mit einem Einfamilienhaus bebaut, welches heute noch steht. Laut Inschrift an einer Gedenktafel am Taubenturm, welcher sich auf dem Rathausplatz befindet, wurde der Friedhof 1942 zerstört. Ein Gedenkstein oder Stolperstein, an der Stelle des früheren jüdischen Friedhofs, ist nicht vorhanden.